# Faux Jeu
Pour plus de détails, voir Fiche technique et Distribution.
Faux Jeu (titre original : It Happens Every Spring) est un film américain réalisé par Lloyd Bacon, sorti en 1949.

## Synopsis
Un jeune professeur de chimie découvre accidentellement que le produit sur lequel il était en train de faire des recherches empêche une balle de baseball d'entrer en contact avec la batte. Il va utiliser cette découverte pour devenir champion de baseball. 

## Fiche technique
- Titre original : It Happens Every Spring
- Titre français : Faux Jeu
- Réalisation : Lloyd Bacon
- Scénario : Valentine Davies, d'après une histoire originale de Valentine Davies et de Shirley W. Smith[1]
- Direction artistique : Lyle R. Wheeler, J. Russell Spencer
- Décors : Thomas Little, Stuart Reiss
- Costumes : Bonnie Cashin
- Photographie : Joseph MacDonald
- Son : Eugene Grossman, Harry M. Leonard
- Montage : Bruce Pierce
- Musique : Leigh Harline
- Production : William Perlberg
- Production déléguée : Darryl F. Zanuck
- Société de production : 20th Century Fox
- Société de distribution : 20th Century Fox
- Pays d'origine :  États-Unis
- Langue originale : anglais
- Format : noir et blanc — 35 mm — 1,37:1 — son Mono
- Genre : Comédie
- Durée : 87 minutes
- Dates de sortie : 
  - États-Unis : 10 juin 1949 (première à New York)
  - France : 20 octobre 1950

## Distribution
- Ray Milland : Vernon Simpson, alias King Kelly
- Jean Peters : Deborah Greenleaf
- Paul Douglas : Monk Lanigan
- Ed Begley : Stone
- Ted de Corsia : Jimmy Dolan
- Ray Collins : professeur Greenleaf
- Jessie Royce Landis : Mme Greenleaf
- Alan Hale Jr. : Schmidt
- Bill Murphy : Isbell

## Chanson du film
- It Happens Every Spring : musique de Josef Myrow, paroles de Mack Gordon

## À noter
Un mois avant le date prévue pour le début du tournage, le studio reçut des plaintes des représentants du baseball professionnel, qui refusaient que des noms d'équipes réelles soient utilisés alors que le film était basé sur une tricherie. 20th Century Fox dut se plier à leurs volontés, et les équipes et les terrains se retrouvèrent avec des noms fictifs.